# Esport Oilers

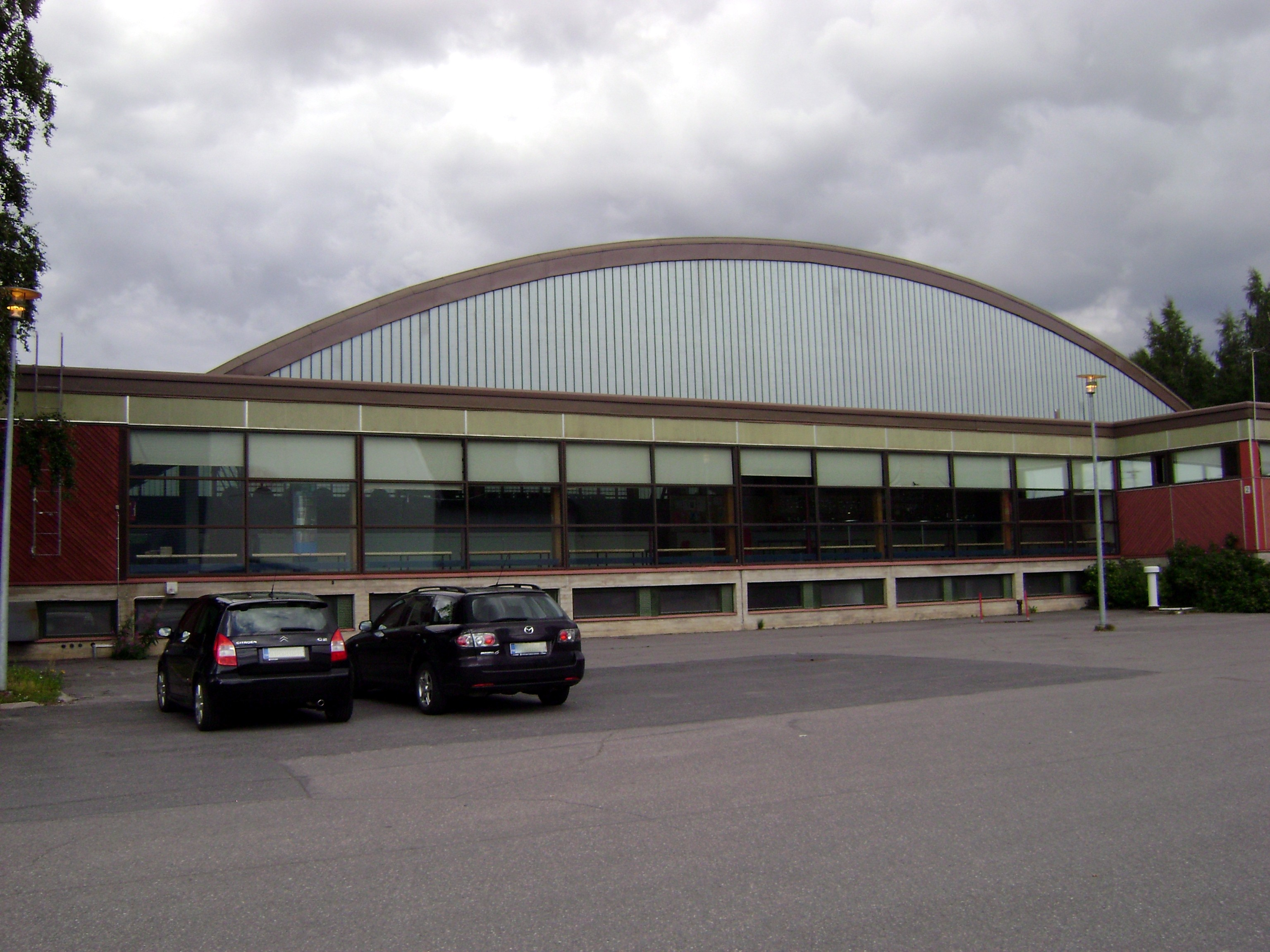
Hala Tapiolan urheiluhalli kde klub působí

Esport Oilers (zkráceně Oilers) je finský florbalový klub. Byl založen v roce 1990. Klub sídlí ve městě Espoo v souměstí Velké Helsinky. Podle domovského města se původně jmenoval Espoon Oilers, než byl v roce 2013 přejmenován podle svého sponzora. S více než tisíci členy to byl k roku 2021 druhý největší finský florbalový klub. V roce 2017 byl největší.
Mužský tým hraje od sezóny 1994/1995 nejvyšší soutěž, F-liigu. V té získal v ročnících 1998/1999, 2001/2002, 2002/2003, 2005/2006 a 2023/2024 pět mistrovských titulů. Stejný počet mají i stříbrných a bronzových medailí. Bronz s Oilers získal v roce 2011 i bývalý český reprezentant Martin Vladař. Tým hraje své domácí zápasy v hale Tapiolan Urheiluhalli s kapacitou 1500 diváků.
Ženský tým hraje regionální soutěže. Ve čtrnácti sezónách 1993/1994 a 1997/1998 až 2009/2010 hrály nejvyšší soutěž. V jejich prvním ročníku 1993/1994 získaly mistrovský titul.